# Lijst van voetbalinterlands Georgië - Oostenrijk
Deze lijst van voetbalinterlands is een overzicht van alle officiële voetbalwedstrijden tussen de nationale teams van Georgië en Oostenrijk. De landen speelden tot op heden twee keer tegen elkaar. De eerste ontmoeting, een kwalificatiewedstrijd voor het Wereldkampioenschap voetbal 2018, werd gespeeld in Tbilisi op 5 september 2016. Het laatste duel, de returnwedstrijd in dezelfde kwalificatiereeks, vond plaats op 5 september 2017 in Wenen.

## Wedstrijden
| № | Plaats  | Datum            | Competitie           | Wedstrijd            | Uitslag |
| - | ------- | ---------------- | -------------------- | -------------------- | ------- |
| 1 | Tbilisi | 5 september 2016 | WK 2018 kwalificatie | Georgië – Oostenrijk | 1 – 2   |
| 2 | Wenen   | 5 september 2017 | WK 2018 kwalificatie | Oostenrijk – Georgië | 1 – 1   |

## Samenvatting
| Competitie      | Totaal gespeeld | Winst Georgië | Gelijk | Winst Oostenrijk | Doelsaldo Georgië – Oostenrijk |
| --------------- | --------------- | ------------- | ------ | ---------------- | ------------------------------ |
| WK-kwalificatie | 2               | 0             | 1      | 1                | 2 − 3                          |
| Totaal          | 2               | 0             | 1      | 1                | 2 − 3                          |

## Details

### Eerste ontmoeting
| WK 2018 kwalificatie (Tbilisi, Georgië, 5 september 2016): |              | |
| Georgië | 1 – 2        | Oostenrijk |
| Jano Ananidze 78' | goals        | 16' Martin Hinteregger 42' Marc Janko |
| Vladimír Weiss | bondscoach   | Marcel Koller |
| Giorgi Loria Aleksandr Amisoelasjvili 76' Goeram Kasjia Giorgi Navalovski Oetsja Lobzjanidze 84' Moertaz Daoesjvili Solomon Kvirkvelia Jano Ananidze Valeri Kazaisjvili Dzjaba Dzjigaoeri Vladimir Dvalisjvili 63' | opstellingen | Robert Almer Florian Klein Markus Suttner Aleksandar Dragović David Alaba Martin Hinteregger 67' Zlatko Junuzović Julian Baumgartlinger 72' Martin Harnik 76' Marc Janko Marko Arnautović |
| Davit Schirtladze 63' Tornike Okriasjvili 76' Giorgi Tsjantoeria 84' | wissels      | 67' Alessandro Schöpf 72' Marcel Sabitzer 76' Michael Gregoritsch |
| | gele kaarten | 51' Martin Hinteregger 90+4' Robert Almer |
| - Debuut van Davit Schirtladze (Silkeborg IF) voor Georgië. - Debuut van Michael Gregoritsch (Hamburger SV) voor Oostenrijk.                                                                                       |              | |

GFF · A-internationals · Bondscoaches · Statistieken · Georgisch vrouwenelftal · Georgië U21 · Georgië U20 · Georgië U19 · Georgië U18 · Georgië U17 · Georgië U16
1990 – 1999 ·
2000 – 2009 ·
2010 – 2019 ·
2020 − 2029
1990 · 
1991 · 
1992 · 
1993 · 
1994 · 
1995 · 
1996 · 
1997 · 
1998 · 
1999 · 
2000 · 
2001 · 
2002 · 
2003 · 
2004 · 
2005 · 
2006 · 
2007 · 
2008 · 
2009 · 
2010 · 
2011 · 
2012 · 
2013 · 
2014 · 
2015 ·
2016 ·
2017 ·
2018 ·
2019 ·
2020 ·
2021 ·
2022 ·
2023 ·
2024
Albanië ·
Andorra ·
Armenië ·
Azerbeidzjan ·
Bosnië en Herzegovina ·
Bulgarije ·
Cyprus ·
Denemarken ·
Duitsland ·
Egypte ·
Engeland ·
Estland ·
Faeröer ·
Finland ·
Frankrijk ·
Gibraltar ·
Griekenland ·
Hongarije ·
Ierland ·
IJsland ·
Iran ·
Israël ·
Italië ·
Jordanië ·
Kameroen ·
Kazachstan ·
Kosovo ·
Kroatië ·
Letland ·
Libanon ·
Liechtenstein ·
Litouwen ·
Luxemburg ·
Malta ·
Marokko ·
Moldavië ·
Mongolië ·
Montenegro · 
Nederland ·
Nieuw-Zeeland ·
Nigeria ·
Noord-Ierland ·
Noord-Macedonië ·
Noorwegen ·
Oekraïne ·
Oezbekistan ·
Oostenrijk ·
Paraguay ·
Polen ·
Portugal ·
Qatar ·
Roemenië ·
Rusland ·
Saint Kitts en Nevis ·
Saoedi-Arabië ·
Schotland ·
Servië ·
Slovenië ·
Slowakije ·
Spanje ·
Thailand ·
Tsjechië ·
Tunesië ·
Turkije ·
Uruguay ·
Verenigde Arabische Emiraten ·
Wales ·
Wit-Rusland ·
Zuid-Afrika ·
Zuid-Korea ·
Zweden ·
Zwitserland
ÖFB · A-internationals · Selecties · Bondscoaches · Oostenrijks vrouwenelftal · Olympisch elftal · Oostenrijk U21 · Oostenrijk U20 · Oostenrijk U19 · Oostenrijk U18 · Oostenrijk U17 · Oostenrijk U16 · Vrouwen U17
1902 – 1919 ·
1920 – 1929 ·
1930 – 1939 ·
1940 – 1949 ·
1950 – 1959 ·
1960 – 1969 ·
1970 – 1979 ·
1980 – 1989 ·
1990 – 1999 ·
2000 – 2009 ·
2010 – 2019 ·
2020 – 2029
EK's: 2008 · 
2016 · 
2020 · 
2024
WK's: 1934 · 
1954 · 
1958 · 
1978 · 
1982 · 
1990 · 
1998
OS: 1912 ·
1936 ·
1948 ·
1952
1902 · 
1903 · 
1904 · 
1905 · 
1906 · 
1907 · 
1908 · 
1909 · 
1910 · 
1911 · 
1912 · 
1913 · 
1914 · 
1915 · 
1916 · 
1917 · 
1918 · 
1919 · 
1920 · 
1921 · 
1922 · 
1923 · 
1924 · 
1925 · 
1926 · 
1927 · 
1928 · 
1929 · 
1930 · 
1931 · 
1932 · 
1933 · 
1934 · 
1935 · 
1936 · 
1937 · 
1938 · 1939 · 1940 · 1941 · 1942 · 1943 · 1944 · 1945 · 
1946 · 
1947 · 
1948 · 
1949 · 
1950 · 
1952 · 
1952 · 
1953 · 
1954 · 
1955 · 
1956 · 
1957 · 
1958 · 
1959 · 
1960 · 
1961 · 
1962 · 
1963 · 
1964 · 
1965 · 
1966 · 
1967 · 
1968 · 
1969 · 
1970 · 
1971 · 
1972 · 
1973 · 
1974 · 
1975 · 
1976 · 
1977 · 
1978 · 
1979 · 
1980 · 
1981 · 
1982 · 
1983 · 
1984 · 
1985 · 
1986 · 
1987 · 
1988 · 
1989 · 
1990 ·
1991 · 
1992 · 
1993 · 
1994 · 
1995 · 
1996 · 
1997 · 
1998 · 
1999 · 
2000 · 
2001 · 
2002 · 
2003 · 
2004 · 
2005 · 
2006 · 
2007 · 
2008 · 
2009 · 
2010 · 
2011 · 
2012 · 
2013 · 
2014 · 
2015 · 
2016 · 
2017 · 
2018 · 
2019 · 
2020 · 
2021 ·
2022
Albanië ·
Algerije ·
Andorra ·
Argentinië ·
Azerbeidzjan ·
België ·
Bosnië en Herzegovina ·
Brazilië ·
Bulgarije ·
Canada ·
Chili ·
Costa Rica ·
Cyprus ·
Denemarken ·
DDR ·
Duitsland ·
Egypte ·
Engeland ·
Estland ·
Faeröer ·
Finland ·
Frankrijk ·
Georgië ·
Ghana ·
Griekenland ·
Hongarije ·
Ierland ·
IJsland ·
Iran ·
Israël ·
Italië ·
Ivoorkust ·
Japan ·
Joegoslavië ·
Kameroen ·
Kazachstan ·
Kroatië ·
Letland ·
Liechtenstein ·
Litouwen ·
Luxemburg ·
Malta ·
Moldavië ·
Montenegro ·
Nederland ·
Nigeria ·
Noord-Ierland ·
Noord-Macedonië ·
Noorwegen ·
Oekraïne ·
Paraguay ·
Peru ·
Polen ·
Portugal ·
Roemenië ·
Rusland ·
San Marino ·
Schotland ·
Servië ·
Slovenië ·
Slowakije ·
Sovjet-Unie ·
Spanje ·
Trinidad en Tobago ·
Tsjechië ·
Tsjecho-Slowakije ·
Tunesië ·
Turkije ·
Uruguay ·
Venezuela ·
Verenigde Staten ·
Wales ·
Wit-Rusland ·
Zweden ·
Zwitserland
Algerije (1982) · 
Chili (1982) · 
Duitsland (2008) · 
Frankrijk (1982) · 
Hongarije (2016) · 
Italië (2021) · 
Kroatië (2008) · 
Nederland (2021) · 
Noord-Ierland (1982) · 
Noord-Macedonië (2021) · 
Oekraïne (2021) · 
Polen (2008) ·  
Portugal (2016) · 
West-Duitsland (1982)